# Argyrosticta scione
Argyrosticta scione är en fjärilsart som beskrevs av Druce 1903. Argyrosticta scione ingår i släktet Argyrosticta och familjen nattflyn. Inga underarter finns listade i Catalogue of Life.